# 아이패드 프로 (4세대)
아이패드 프로(iPad Pro)는 2020년 3월 18일에 발표되었고 전작과 마찬가지로 화면 크기를 11인치(약 28cm)와 12.9인치(약 33cm)중에 선택할 수 있다. 새로운 카메라 모듈, A12Z 프로세서, 128GB의 최저 저장 용량, 별도 판매되는 트랙패드가 달린 매직 키보드가 지원되는 것이 특징이다. 2020년 3월 25일에 30개의 국가와 지역에서 발매되었다.

## 특징

### 하드웨어
이번 2020년 모델에는 옥타 코어의 CPU와 GPU의 A12Z 프로세서, 12MP의 광곽 카메라와 10MP의 초광각 카메라의 조합의 향상된 카메라, 증강 현실을 위한 라이다(LiDAR) 스캐너가 탑재되었고 Wi-Fi 6을 지원한다. 2018년 모델에서 2020년 모델로 오면서 128GB. 256GB. 512GB 모델에서의 램이 4GB에서 6GB로 늘어났고 1TB 모델에서는 6GB로 동일하다. 기본 저장 공간은 64GB에서 128GB로 두 배가 증가하였다.

### 액세서리
새로운 매직 키보드는 2020년 4월 22일에 출시되었다. 이 매직 키보드는 트랙패드와 백라이트 키, 충전을 위한 USB-C 포트, 캔틸레버식 디자인, 기기를 자판으로부터 띄울 수 있는 것이 특징이다. 매직 키보드는 아이패드 프로 3세대와 4세대에 호환된다.

## 같이 보기
- 펜 컴퓨팅
- 그래픽 태블릿